# Pianosonate nr. 3 (Sciarrino)
Salvatore Sciarrino componeerde zijn Pianosonate nr. 3 (III Sonata) rond 1987. Sciarrino was grotendeels autodidact en hoefde zich mede daardoor niet te houden aan welke conventies dan ook binnen de klassieke muziek van de 20e eeuw. Zijn orkestwerken zijn geschreven in een idioom dat veelal neerkomt op zeer zachte tot fluisterende muziek met daarbij enorme uitbarstingen van geweld. De diverse muziekinstrumenten moeten vaak op onorthodoxe manieren bespeeld worden, zodat krassende of juist zwevende geluiden ontstaan.
Voor een werk dat geschreven is voor een enkel muziekinstrument zijn de mogelijkheden beperkter. De sonate is een traditionele vorm van klassieke muziek. Sciarrino’s pianosonate nr. 3 wijkt echter sterk af van het repertoire dat in dat genre is geschreven. Het werk beslaat slechts één deel en de componeertechniek van de sonatevorm is er niet of nauwelijks in te herkennen. De sonate laat een stortvloed aan noten en techniek horen waarbij de componist het middenregister van de piano vergeten lijkt te zijn. Tegenover de fijnzinnige passages in het hoge register staan de beukende noten in het lage register. De dynamiek die voorgeschreven is, is zo hevig dat een goede uitvoering uitsluitend mogelijk is, indien de piano staat te schudden. De bastonen laten soms een obsessieve beukende herhaling horen.
De eerste uitvoering werd gegeven op 1 augustus 1990 in Città di Castello door Massimiliano Damerini in het Teatro Degli Illuminati.

## Discografie
- Uitgave Cypres Records: pianosonates 2,3,4 en 5 en vier nocturnes (uitvoerende onbekend
- Uitgave Dynamic Series 2000: Massimiliano Damerini piano (pianowerken 1969-1992, dus zonder nr. 5); opgenomen 1991/1992 in Genua.